# Kalverstraat

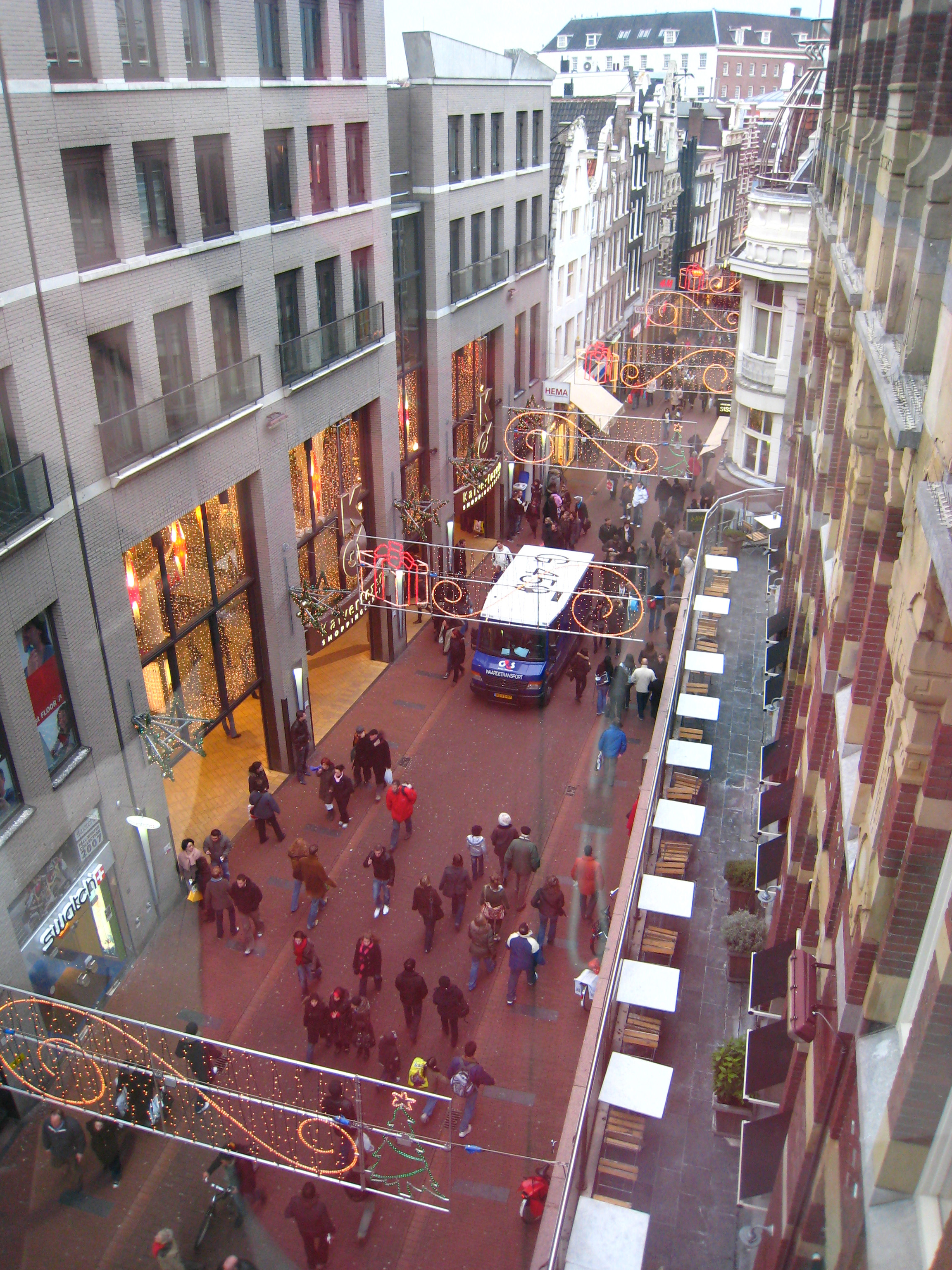
Vista de Kalverstraat.

Kalverstraat es una concurrida calle comercial de la ciudad de Ámsterdam. Se extiende desde la plaza Dam hasta la plaza de Muntplein, en paralelo al canal Singel y junto a la plaza de Spui.
Kalverstraat es la calle más cara de los Países Bajos, con alquileres superiores a los 3.000€ el metro cuadrado (2016). En 2009, era la 17.ª calle con alquileres más elevados del mundo. La calle tiene unos 750 metros de largo, comienza en la plaza Dam y termina cerca de la torre Munttoren en la plaza de Muntplein. Esta torre constituía una de las puertas de la antigua ciudad medieval. La calle situada entre Spui y Munttoren era conocida como Byndewyck. Esta parte del barrio albergó un mercado de ganado entre 1486 y 1629 y así más tarde la calle tomó el nombre de Kalverstraat por este mercado.
Además de los numerosos comercios que llenan la calle, destacan como principales edificios el Amsterdam Museum, museo sobre la historia de la ciudad,  y la Iglesia de San Pedro y San Pablo.